# Dariusz Gruszka
Dariusz Gruszka (ur. 26 listopada 1988) – polski hokeista, reprezentant Polski, trener.

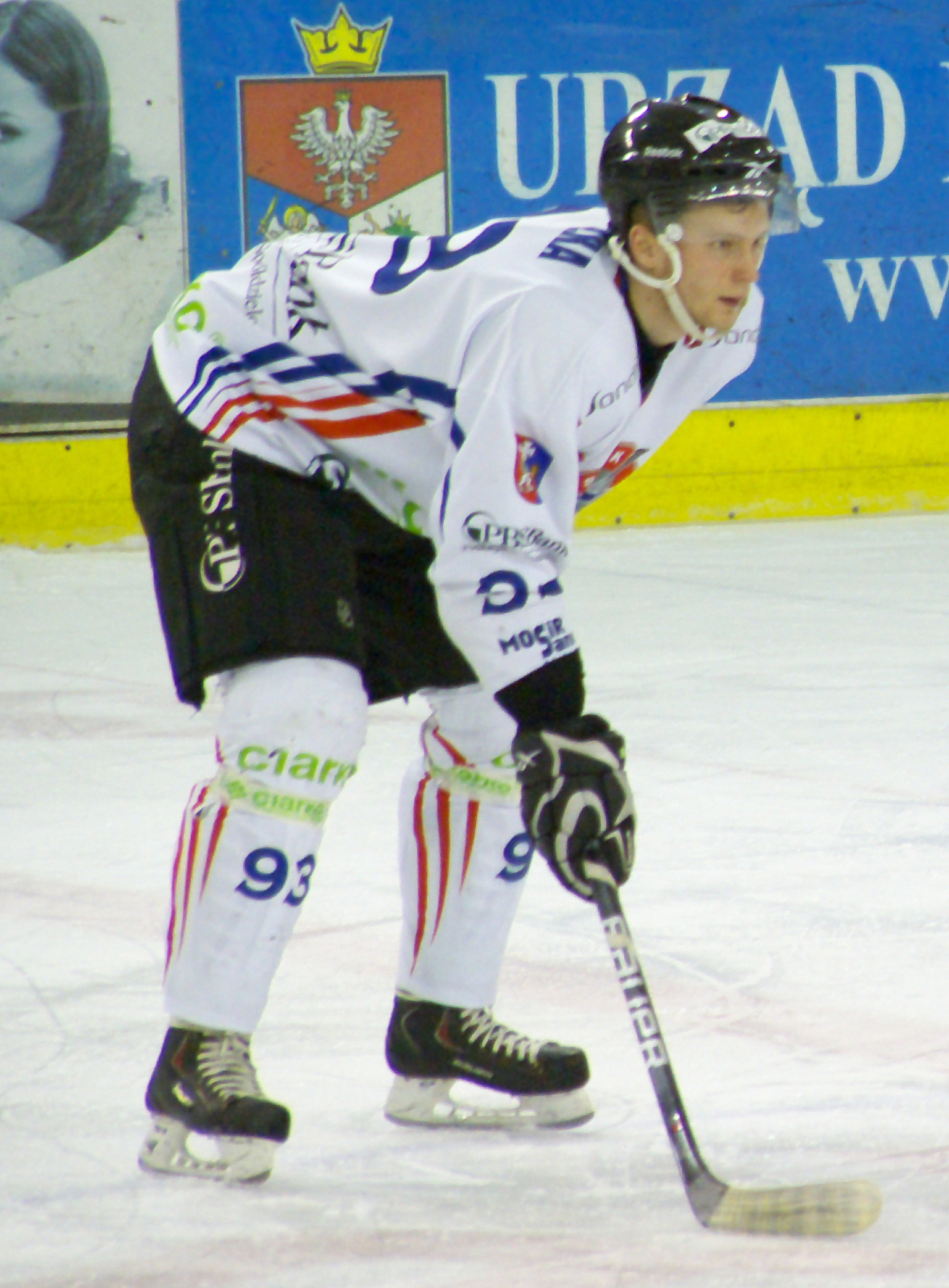
Dariusz Gruszka w barwach KH Sanok (2011)

## Kariera zawodnicza
- SMS II Sosnowiec (2004-2006)
- SMS I Sosnowiec (2006)
- Polonia Bytom (2006-2007)
- Tri-City Storm (2007)
- Topeka Roadrunners (2007)
- Podhale Nowy Targ (2007-2010)
- Ciarko PBS Bank KH Sanok (2010-2013)
- 1928 KTH Krynica (2013)
- MMKS Podhale Nowy Targ (2013-2015)
- Podhale Nowy Targ (2015-2017)
- Tauron GKS Katowice (2017)
- TatrySki Podhale Nowy Targ (2017-2018)
- Unia Oświęcim (2018-2019)
- Podhale Nowy Targ (2019)

Wychowanek MMKS Podhale Nowy Targ. Absolwent NLO SMS PZHL Sosnowiec z 2007. W sezonie 2006/2007 w barwach Polonii Bytom zdobył mistrzostwo I ligi (druga klasa rozgrywkowa), po czym został zawodnikiem drużyny Tri-City Storm w stanie Nebraska w amerykańskiej lidze USHL. Na początku sezonu 2007/2008 krótkotrwale występował w barwach drużyny Topeka Roadrunners (z miasta Topeka w stanie Kansas) w rozgrywkach NAHL, po czym w grudniu 2007 powrócił do Polski. Od tego czasu występował w zespole macierzystego Podhala Nowy Targ. Wiosną 2009 w trakcie rozgrywek mistrzostw Polski juniorów odniósł uraz nogi. W barwach seniorskiego zespołu Podhala do 2010 stworzył zgrany oraz prezentujący widowiskową i skuteczną formę atak z innymi nowotarskimi wychowankami, Krystianem Dziubińskim i Tomaszem Malasińskim (początkowo zwany „atakiem dzieci” z racji młodego wieku hokeistów). Pod koniec rundy zasadniczej sezonu 2009/2010 na początku lutego doznał kontuzji barku, która wyeliminowała jego udział w fazie play-off. Od 2010 na zasadzie ponawianych wypożyczeń zawodnik Ciarko PBS Bank KH Sanok. W klubie występował do końca sezonu 2012/2013. W sanockim zespole ponownie stworzył zgrany tercet wraz z Dziubińskim i Malasińskim.
Od 2013 był zawodnikiem drużyny 1928 KTH Krynica, gdzie został wypożyczony z Nowego Targu do 31 października 2013. W listopadzie 2013 ponownie został hokeistą MMKS Podhale Nowy Targ. Przedłużał umowę o rok w maju 2014 oraz w kwietniu 2015. 3 lutego 2017 doznał kontuzji barku, co wykluczyło jego grę do końca sezonu PHL 2016/2017 oraz po raz kolejny uniemożliwiło występy w reprezentacji Polski. Po sezonie odszedł z Podhala. Od maja 2017 do końca października tego roku był zawodnikiem GKS Katowice. W trakcie sezonu PHL 2017/2018 3 listopada 2017 podpisał kontrakt z Podhalem, ważny od 15 listopada tego roku. W trakcie rywalizacji ćwierćfinałowej play-off na początku marca 2018 odniósł uraz kolana, który wykluczył jego udział do końca sezonu. Po zakończeniu sezonu, w połowie maja 2018 przedłużył kontrakt z nowotarskim klubem. Tuż przed startem sezonu 2018/2019 został zwolniony z Podhala. Wkrótce potem, w tym samym miesiącu został zawodnikiem Unii Oświęcim. Po rozegraniu całego sezonu odszedł z tej drużyny, po czym w maju 2019 ponownie został graczem Podhala. W trakcie okresu przygotowawczego na początku września 2019 ogłosił zakończenie kariery zawodniczej.
Występował w juniorskich kadrach Polski. W barwach reprezentacji Polski do lat 18 uczestniczył w turniejach mistrzostw świata juniorów do lat 18 w 2005, 2006 (Dywizja I). W barwach reprezentacji Polski do lat 20 uczestniczył w turniejach mistrzostw świata juniorów do lat 20 w 2007, 2008 (Dywizja I). Później został kadrowiczem seniorskiej kadry Polski. Uczestniczył w zgrupowaniach szerokiej kadry przed turniejami mistrzostw świata. Na przełomie 2012/2013 w barwach Polski brał udział w turniejach kwalifikacyjnych do turnieju Zimowych Igrzysk Olimpijskich 2014.
W trakcie kariery zyskał pseudonimy: Grucha, Gruszkin. Jego brat bliźniak, Dawid, także był hokeistą (grał na pozycji bramkarza).

## Kariera trenerska
W czerwcu 2024 został asystentem trenera Podhala, Dave'a Allisona, a na początku września tego roku mianowany jego następcą (od tego czasu formalnie jako I trener widniał posiadający odpowiednie uprawnienai formalne Marek Batkiewicz), po czym zrezygnował z posady na koniec września 2024.

## Sukcesy
Klubowe
- Złoty medal I ligi: 2007 z Polonią Bytom
- Złoty medal mistrzostw Polski: 2010 z Podhalem Nowy Targ, 2012 z Ciarko PBS Bank KH Sanok
- Puchar Polski: 2010, 2011 z Ciarko PBS Bank KH Sanok
- Brązowy medal mistrzostw Polski: 2015, 2016, 2018 z Podhalem Nowy Targ
- Finał Pucharu Polski: 2015 z Podhalem Nowy Targ

Indywidualne
- Mistrzostwa świata do lat 18 w hokeju na lodzie mężczyzn 2005/I Dywizja#Grupa B:
  - Czwarte miejsce w klasyfikacji asystentów turnieju: 3 asysty[48]
- Mistrzostwa Świata Juniorów w Hokeju na Lodzie 2007/I Dywizja#Grupa A:
  - Piąte miejsce w klasyfikacji strzelców turnieju: 3 gole[49]
  - Siódme miejsce w klasyfikacji asystentów turnieju: 4 asysty[50]
  - Siódme miejsce w klasyfikacji kanadyjskiej turnieju: 7 punktów[51]
  - Czwarte miejsce w klasyfikacji +/− turnieju: +5[52]